# Hirasichlora
Hirasichlora là một chi bướm đêm thuộc họ Geometridae.